# 라파엘
라파엘(히브리어: רפאל)은 ‘ ‘하느님께서 고쳐 주셨다.’라는 뜻으로, 유대교와 천주교, 이슬람교에서 존재한다고 믿는 대천사이다. 특히 기독교에서는 전통적으로 치유의 천사로 전해지고 있다. 이슬람교에서는 전통적으로 4대 천사 가운데 한 명으로서, 이스라필이라는 이름으로 불린다. 라파엘은 로마 가톨릭교회와 동방 정교회, 성공회와 루터교에서 정경, 준정경으로 인정하는 외경중 하나인 토빗기에 등장한다. 요한 복음서 5장 1-4절을 보면 수많은 병자가 벳자타(베짜타/공동번역성서, 베데스다/개역한글판 성경전서) 연못 가에 누워 있는데, 그 이유는 “이따금 주님의 천사가 그 못에 내려와 물을 휘젓곤 하였는데 물이 움직일 때에 맨 먼저 못에 들어가는 사람은 무슨 병이라도 다 나았던 것이다.”라는 소문 때문이었다. 치유와 관련된 라파엘의 역할 때문에 이 구절에 나오는 ‘주님의 천사’는 일반적으로 라파엘 대천사라고 여겨지고 있다.

## 유대교
구약성경의 첫 다섯 편으로서 모세 오경이라고도 불리는 토라에는 천사가 등장하기는 하지만, 그 이름은 언급하고 있지 않다. 티베리아의 랍비 시메온 벤 라키쉬(A.D. 230–270)는 바빌론에서의 포로 생활을 마치고 돌아온 유대인들에 의해 천사들의 이름이 비로소 언급되기 시작했으며, 오늘날 학계에서도 대체로 이에 동의하고 있다.

### 에녹서
에녹서 10장 4-6절에서 라파엘은 하느님으로부터 두다엘이라고 불리는 사막에 아자젤을 가두라는 지시를 받았다고 나온다.
그리고 주님께서 라파엘에게 따로 말씀하셨다. “너는 가서 아자젤의 손과 발을 묶어서 두다엘 사막 밑 암흑 속에 그를 가두어라. 그의 몸을 거칠고 뾰족한 돌멩이로 덮어 움직이지 못하게 하고 그의 얼굴을 가려서 햇빛을 보지 못하게 하여라. 심판의 날에 나는 그를 펄펄 끓는 불 속에 던져 버리겠다.”

## 가톨릭교회

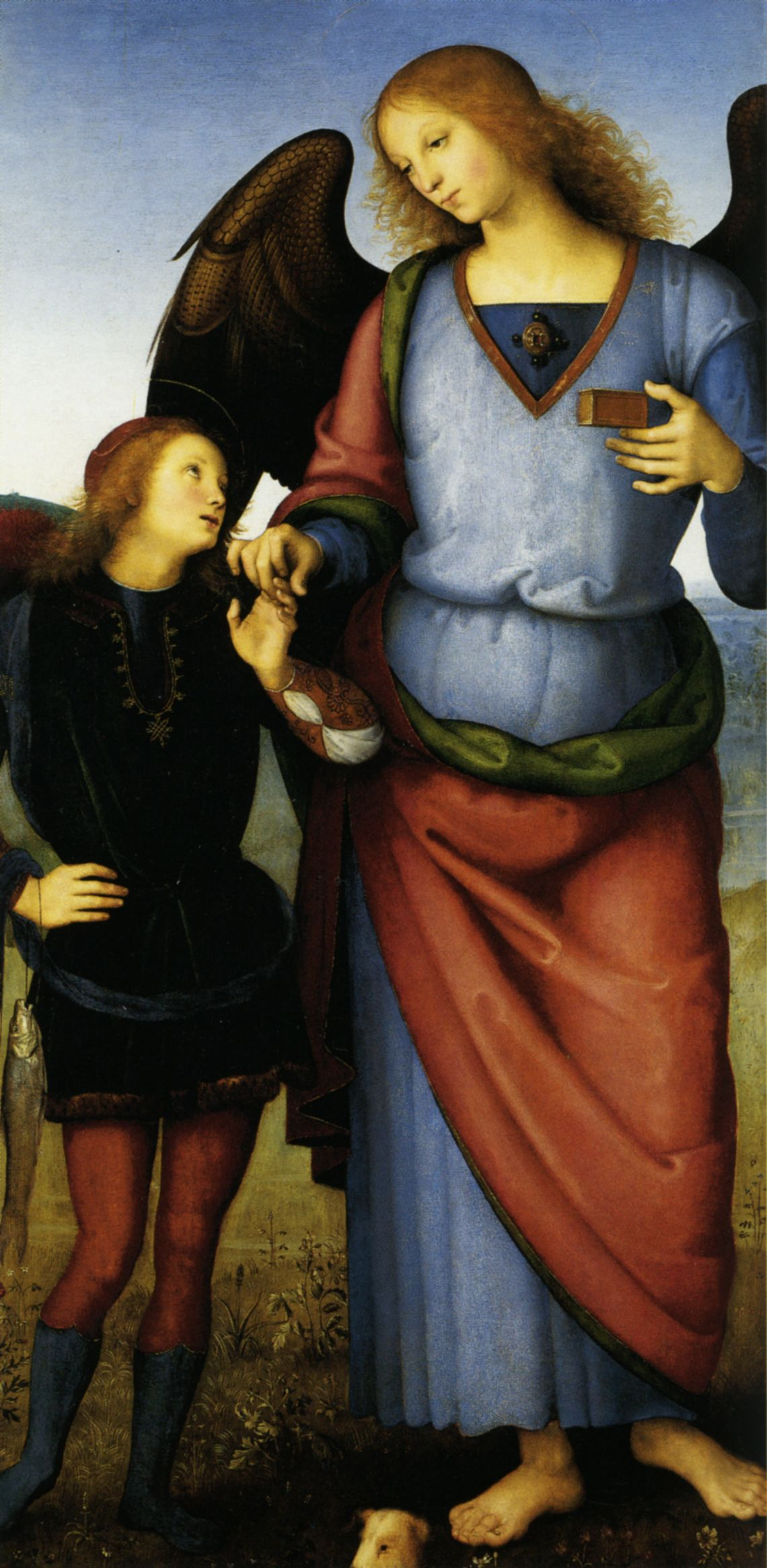
피에트로 페루지노의 성 라파엘과 토비야.

구약성경에서 라파엘이 언급되는 책은 오직 토빗기 하나 뿐이다. 토빗기는 가톨릭교회와 정교회 그리고 성공회에서만 정경, 준정경으로 인정하는 외경중 하나이다. 이 이야기는 원래 아람어로 기록되었을 것이며 기원전 3세기경의 것으로 추산된다. 그 줄거리에 담긴 부정확한 내용 중에는 이런 것도 있다. 즉 그 이야기는 토비트가 젊었을 때 북쪽 지파들의 반란—솔로몬이 죽은 뒤(토빗 1,4-5) 기원전 997년에 일어난 일—을 목격하였고 그 후 납달리 지파와 함께 니네베로 강제 이주—기원전 740년에 있었던 일—되었다고 알려 준다. (토빗 1,11-13) 그렇다면 그가 257년 이상을 살았다는 말이 된다. 하지만 토빗 14,1-3은 그가 사망할 때 102세였다고 말한다. 라파엘은 사람으로 둔갑하고 토빗의 아들 토비야에게 처음으로 나타나 자신을 “대하난야의 아들 아자르야”(토빗 5,13)라고 소개하면서 그의 여행에 동참하였다. 라파엘은 여행길에서 토비야가 필요할 때마다 도움을 주었으며, 특히 사라와의 결혼을 위해 그녀에게 접근하는 남자를 모두 죽이는 악마 아스모대오스를 이집트 끝 지방까지 내쫓아 속박해 버리기까지 하였다. 악마를 퇴치한 후 돌아온 라파엘은 토빗의 시력을 되찾아 주면서 “나는 영광스러운 주님 앞에서 대기하고 또 그분 앞으로 들어가는 일곱 천사 가운데 하나인 라파엘이다.”(토빗 12,15)라고 자신의 정체를 밝혔다.
신약성경에서는 오직 미카엘과 가브리엘 두 대천사의 이름만이 언급된다(루카 1,19-26; 유다 1,9). 요한 복음서 5장 1-4절의 후대 사본을 보면 수많은 병자가 벳자타 연못 가에 누워 있는데, 그 이유는 “이따금 주님의 천사가 그 못에 내려와 물을 휘젓곤 하였는데 물이 움직일 때에 맨 먼저 못에 들어가는 사람은 무슨 병이라도 다 나았던 것이다.”라는 소문 때문이었다. 치유와 관련된 라파엘의 역할 때문에 이 구절에 나오는 ‘주님의 천사’는 일반적으로 라파엘 대천사라고 여겨지고 있다.
라파엘은 때때로 커다란 물고기 또는 줄에 꿰인 물고기를 들고 있는 모습으로 묘사되곤 한다. 이러한 묘사는 토빗기의 기록에 근거를 둔 것인데, 토빗기에서 라파엘은 토비야에게 아버지 토빗의 눈을 치료하려면 쓸개가 필요하다면서 물고기를 잡으라고 말했으며, 또한 이 물고기의 심장과 간을 불에 태워서 아스모대오스를 쫓아내라고 말하는 내용이 있다.

### 공경

#### 수호천사

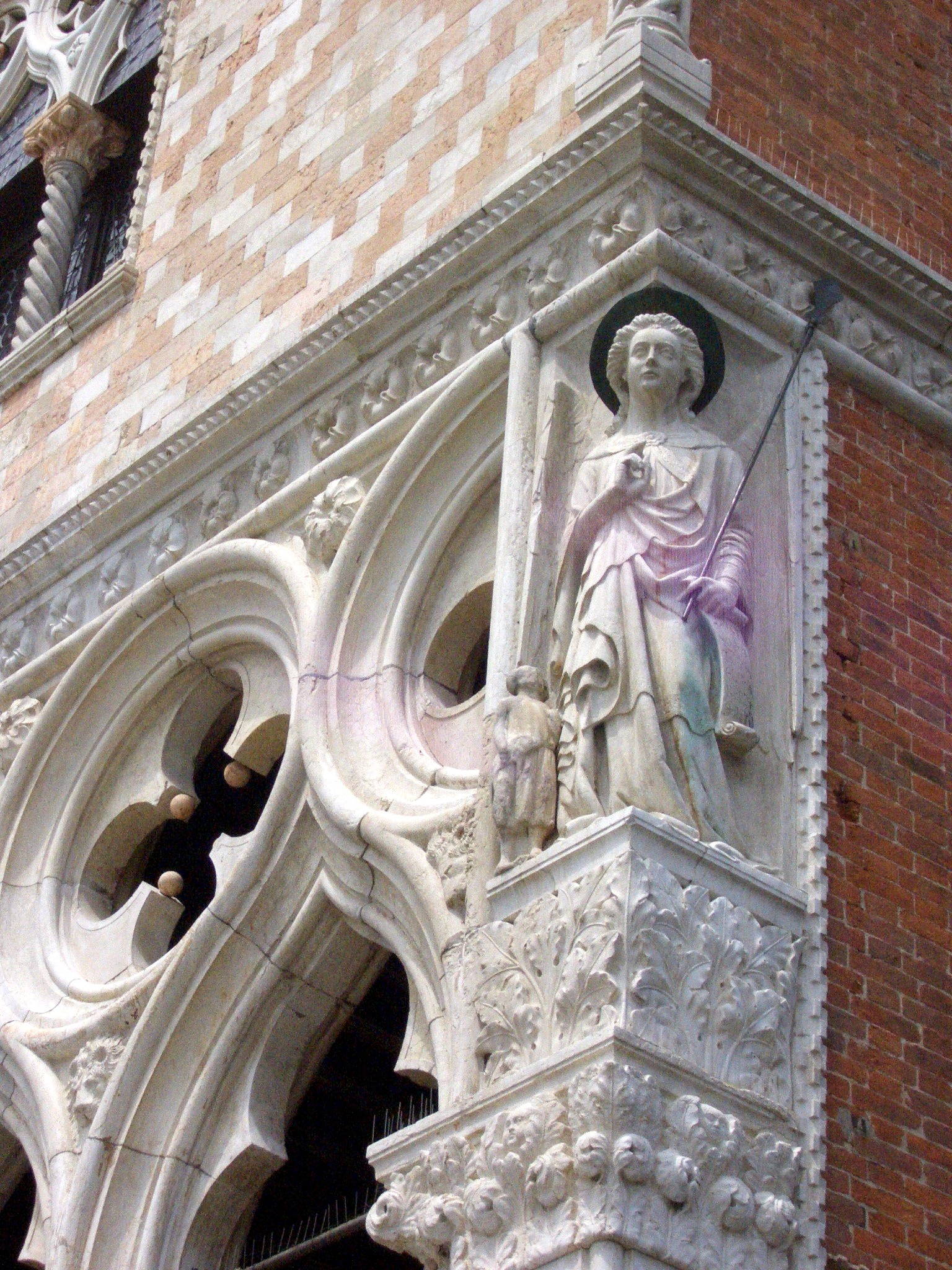
베네치아 두칼레 궁전에 있는 성 라파엘 대천사 부조.

토빗기와 요한 복음서의 기록 때문에, 라파엘은 여행가와 눈이 먼 사람, 간호사, 약사, 의료인, 중매자, 신혼부부 등의 수호천사로 공경받고 있다. 또한 악마를 퇴치한 그의 공로 때문에 유럽 국가, 특히 베네치아에서는 선원들의 수호 천사로도 공경받고 있다. 베네치아의 유명한 두칼레 궁전 모퉁이에는 라파엘이 ‘페르시아 만을 진정시키다’(Efficia fretum quietum)라고 적힌 두루마리를 들고 있는 모습으로 묘사된 부조 하나가 있다. 1497년 7월 8일 바스코 다 가마가 4척의 배를 이끌고 인도로 가기 위해 리스본 항구를 떠났을 때, 당시 포르투갈 국왕의 명령에 따라 기함의 명칭이 성 라파엘로 명명되었다. 바스코 다 가마의 함대는 희망봉에 도달한 후, 항해사들은 배를 정박하고 라파엘에게 감사를 표하기기 위해 그곳에 기둥 하나를 세웠다. 한편 바스코 다 가마와 함께 항해를 계속한 작은 라파엘 성상은 현재 리스본 해군 박물관에서 보관하고 있다.

#### 미술
라파엘은 여행자들을 보호한다는 이미지가 있기 때문에 종종 여행자의 상징인 지팡이를 들고 있는 모습으로 묘사되곤 한다. 또한 물고기의 쓸개즙으로 토빗의 눈을 치유되었다는 것을 암시하기 위해 물고기를 잡고 있는 모습으로 묘사되기도 한다.

#### 축일
라파엘의 축일이 처음으로 로마 보편 전례력에 기재된 것은 1921년으로, 이 때 축일 날짜는 10월 24일이었다. 하지만 1969년 전례 개혁이 이루어지면서 라파엘의 축일은 미카엘, 가브리엘 등 다른 대천사와 더불어 9월 29일을 공동 축일로 이동하게 되었다. 교황 베네딕토 16세가 자의교서 《교황들》(Summorum Pontificum)을 발표하면서 1960년판 로마 보편 전례력을 따라 10월 24일을 다시 성 라파엘 축일로 기념하는 것이 허용되었다.

#### 발현
라파엘은 16세기에 스페인의 코르도바에 발현했다고 전해진다. 당시 코르도바 시민들의 요청에 따라 교황 인노첸시오 10세는 매년 라파엘이 발현할 날인 5월 7일마다 코르도바에서 라파엘을 기념하는 지역 행사를 여는 것을 허락했다. 천주의 성 요한 수도회를 설립한 천주의 성 요한 또한 라파엘 대천사를 만났다고 전해진다. 라파엘은 그를 격려하고 권고해주었다고 하며, 이에 대한 감사의 표시로 천주의 성 요한 수도회 시설들 중에는 ‘라파엘 센터’라고 불리는 곳이 많다. 18세기 나폴리 수녀인 오상의 성녀 마리아 프란치스카 역시 라파엘 대천사를 만났다고 전해진다.

## 같이 보기
- 대천사
- 우리엘
- 미카엘 (대천사)
- 가브리엘
- 야생천사 보호구역